# (26968) 1997 RB9
1997 أر بي 9 (ويعرف أيضًا باسم (26968) 1997 أر بي 9 وفق تسمية الكوكب الصغير) (بالإنجليزية: 1997 RB9)‏ هو كويكب ضمن حزام الكويكبات؛ وترتيبه 26968 من حيث الاكتشاف.
اكتُشف هذا الجُرم الفلكي بواسطة وولف بيكل ‏ في 10 سبتمبر 1997.

## وصلات خارجية
- (26968) 1997 RB9 في قاعدة بيانات مختبر الدفع النفاث لأجرام النظام الشمسي الصغيرة

- الاكتشاف · مخطط المدار ·  العناصر المدارية · المعلمات المادية

- (26968) 1997 RB9 على موقع ويكي سكاي: DSS2, SDSS, GALEX, IRAS, Hydrogen α, X-Ray, Astrophoto, Sky Map, Articles and images